# Star Wars 1313
Star Wars 1313 — скасована відеогра в жанрі пригодницького бойовика за мотивами «Зоряних війн», яка розроблялася LucasArts. Її планувалося випустити для PlayStation 4, Windows та Xbox One. Сюжетна історія, яка розгорталася між подіями фільмів «Помста ситхів» і «Нова надія» у підземному районі планети Корусант, відомого як Рівень 1313, оповідала про мисливця за головами Бобу Фетта. Ігровий процес мав управління від третьої особи і спирався на динамічні бої з використанням гаджетів та зброї, притаманної мисливцям за головами, подібно до Star Wars: Bounty Hunter, тому не передбачав такі речі, як Сила і світлові мечі.
Розробка 1313 почалася на початку 2009 року. Спочатку проєкт планувалося зв'язати із телесеріалом «Underworld», який відбувався у всесвіті «Зоряних війн» і перебував на стадії виробництва на той час, але після його скасування сценарій гри було переписано. Хоча 1313 була задумана як рольова відеогра з відкритим світом, а згодом була переосмислена як кооперативний шутер, у підсумку розробники зупинилися на жанрі пригодницького бойовика з лінійними рівнями. Гра мала більш похмурий наратив, ніж у попередніх іграх «Зоряних війн», чим зумовлювався її «дорослий» рейтинг.
У грудні 2012 року The Walt Disney Company придбала Lucasfilm, разом із цим отримавши контроль над LucasArts, а у квітні 2013-го було повідомлено, що Disney вирішила зупинила розробку всіх внутрішніх проєктів LucasArts, включно зі Star Wars 1313.

## Ігровий процес
Star Wars 1313 була відеогрою від третьої особи в жанрі пригодницького бойовика з елементами платформера. Більшу частину сюжету гравець контролював мисливця за головами Бобу Фетта, та виконував місії на Рівні 1313, підземному районі Корусанта, який мав лінійну побудову. Гравець володів бластером та різноманітними гаджетами, як-от наручні вогнемет та ракети, для боротьби з ворогами, а також міг використовувати ближній бій та ховатися за об'єктами під час перестрілок, щоби уникнути шкоди. Гравець мав можливість покращувати екіпірування персонажа та отримував нове спорядження в міру просування сюжетною історією. На початку проходження гравця супроводжував дроїд-компаньйон, який допомагав йому в бою. Для дослідження різних локацій гравець міг використовувати реактивний ранець.

## Синопсис
Star Wars 1313 відбувалася між подіями фільмів «Помста ситхів» і «Нова надія» на Рівні 1313, корумпованому підземному районі Корусанта під контролем злочинних сімей. У центрі історії був молодий мисливець за головами Боба Фетт, який працював на Джаббу Гатта і прибув на Корусант для виконання різноманітних доручень і намагаючись розкрити злочинну змову.

## Розробка

### Виробничий процес

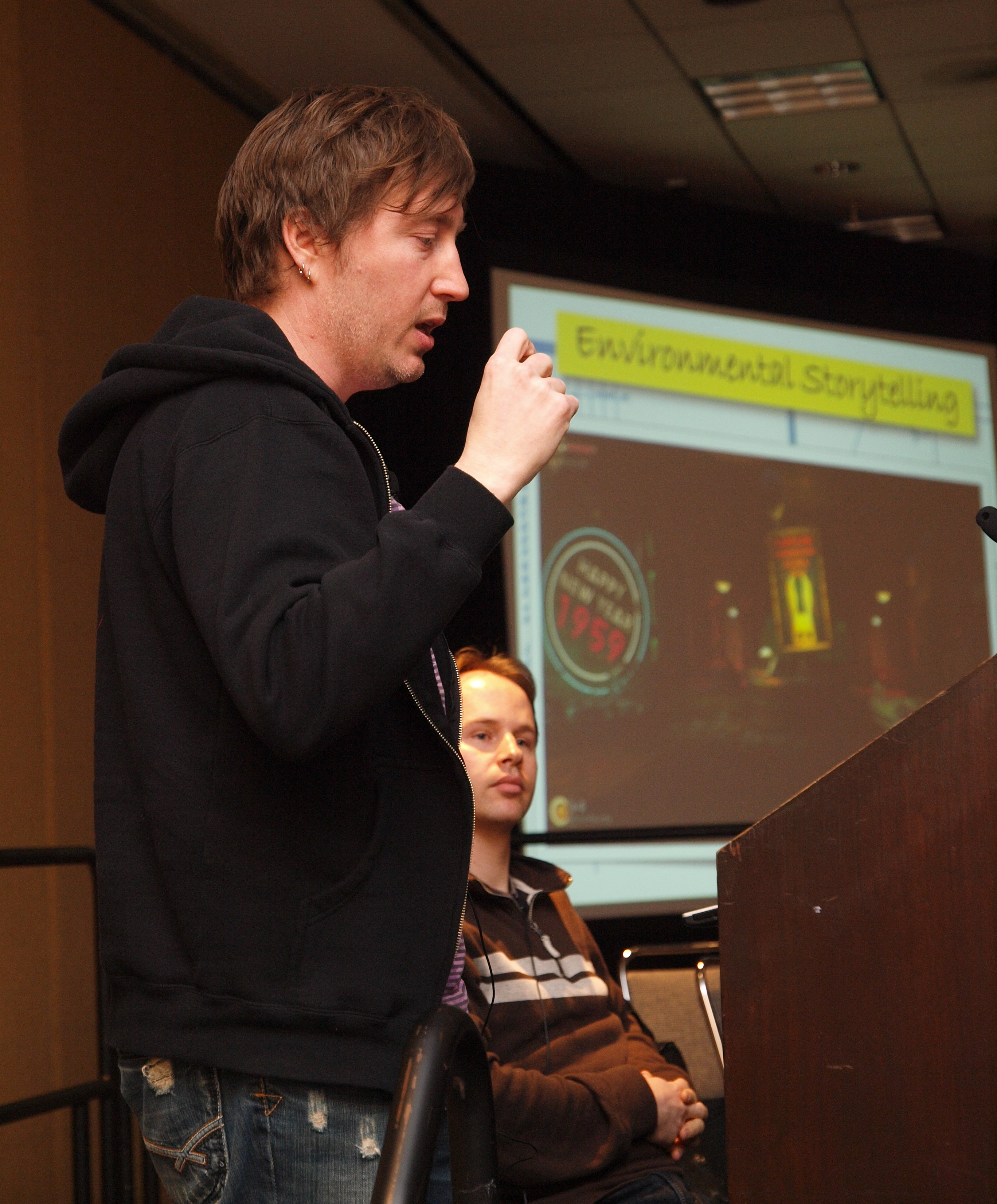
Маттіас Ворх (на задньому плані), провідний дизайнер Star Wars 1313.

На початку 2009 року Lucasfilm запустила у виробництво телесеріал «Underworld» (укр. Підпілля / Злочинний світ) за мотивами «Зоряних війн», який мав «жорстокий і похмурий» сюжет, що зосереджувався на кримінальній та політичній боротьбі за владу. Водночас невелика команда розробників у внутрішній студії LucasArts, дочірньому підприємстві Lucasfilm, розпочала попередні роботи над однойменною відеогрою, пов'язаною із серіалом. Крім LucasArts у розробці також узяли участь інші підрозділи Lucasfilm, як-от Industrial Light & Magic, Lucasfilm Animation та Skywalker Sound, тоді як Джордж Лукас став куратором проєкту. Команда розробників включала креативного директора Домініка Робільярда, провідного дизайнера Маттіаса Ворха, провідного наративного дизайнера Евана Скольника, а також продюсерів Крейга Дерріка і Пітера Ніколая. Студія використовувала ігровий рушій Unreal Engine 3 для розробки 1313.
Спочатку проєкт замислювався як рольова відеогра з відкритим світом та епізодичними оновленнями персонажів через завантажуваний вміст. Сюжетна історія виключала Силу і джедаїв, властивих всесвіту «Зоряних війн», і торкалася таких похмурих тем, як тероризм, злочинні сім'ї та проституція, що зумовлювало «дорослий» рейтинг гри. Незабаром ігровий процес був переосмислений і набув рис кооперативного шутера, але після того, як Пол Меган став президентом LucasArts у середині 2010 року було ухвалено рішення знову переглянути напрям проєкту, перетворивши його на кінематографічний пригодницький бойовик. У тому ж році виробництво «Underworld» було зупинено через бюджетні міркування, тому сценарій гри був переписаний так, щоби той більше не був пов'язаний із серіалом. У 2011 році проєкт отримав елементи платформера, тоді як його кодова назва була змінена на Hive. Спершу планувалося, що гравець контролюватиме нового персонажа, проте Лукас наполіг, щоби протагоністом став Боба Фетт, попри незгоду розробників. У зв'язку з цим студія була змушена зайнятися зміною складових елементів гри за кілька місяців до запланованого анонсу, тим самим пустивши нанівець більшу частину вже виконаної роботи.
1 травня 2012 року Lucasfilm зареєструвала торговельну марку Star Wars 1313, а 31 травня провела офіційний анонс гри. Після першої демонстрації кадрів ігрового процесу на виставці E3 у червні багато видань помістили 1313 у свої списки найкращих показів на виставці того року, а Деррік заявив, що гра знаходиться на підготовчій стадії. При побудові рівнів розробники прагнули підкреслити почуття вертикальності оточення й забезпечити ефективне використання умінь та гаджетів персонажа. У плані ігрового процесу студія акцентувала на створенні суміші динамічних боїв з укриттів та платформера, «щоби показати гравцю, наскільки більш приземленою та людяною є ця версія „Зоряних війн“». До вересня студія активно набирала нових співробітників і посилено займалася розробкою 1313, після чого працевлаштування було припинено, а плани з просування гри були згорнуті. У жовтні було оголошено, що The Walt Disney Company придбала Lucasfilm, також отримавши контроль над її внутрішніми підрозділами, тоді як LucasArts повідомила, що ця подія не вплине на розробку 1313. Гру планувалося випустити для Windows і восьмого покоління ігрових систем, як-от PlayStation 4 та Xbox One.

### Скасування
У березні 2013 року було повідомлено, що Disney вирішила призупинити розробку Star Wars 1313, хоча студія заявила, що виробничий процес триває й надалі. Проте вже у квітні було оголошено, що Disney зупинила розробку всіх проєктів LucasArts, звільнивши приблизно 150 співробітників та залишивши невеликий склад із менш ніж десяти осіб, які зайнялися питаннями з ліцензування. За словами представника LucasArts, рішення про переорієнтування діяльності було ухвалено після оцінювання їх становища на ігровому ринку, таким способом прагнучи «мінімізувати ризики компанії та розширити каталог якісних ігор „Зоряних війн“». За повідомленнями, деякі видавці, включно з Electronic Arts, розглядали можливість придбання LucasArts, проте жодних конкретних угод не було укладено. Також колишні провідні розробники LucasArts звернулися до студії Visceral Games з пропозицією найняти їхніх ключових співробітників і продовжити розробку 1313, але та відмовилася, запропонувавши натомість місця в команді розробників власного проєкту. У наступні роки в мережі неодноразово з'являлися концепт-арти та кадри ігрового процесу 1313.

## Спадок
У вересні 2013 року, виступаючи в Британській академії кіно та телевізійних мистецтв, головний спеціаліст із технологічної стратегії Lucasfilm Кім Лібрері продемонстрував кадри захоплення руху, що оброблялися в режимі реального часу рушієм Star Wars 1313 та його ресурсами. Використовуючи можливості гри як приклад, Лібрері припустив, що кінематографічна постобробка зрештою може бути доповнена або замінена технологіями рендерингу, розробленими для відеоігор. На початку 2014 року стало відомо, що Disney вирішила не продовжувати торговельну марку для Star Wars 1313, через що Відомство за патентами та товарними знаками США вважає її «покинутою». У 2015 році президент Lucasfilm Кетлін Кеннеді заявила, що концепт-арти до гри були «приголомшливі», додавши: «Ми часто розглядаємо, вивчаємо, обговорюємо їх, і ми можемо розвинути ці ідеї далі». У червні 2023 року було повідомлено, що Домінік Робільярд приєднався до команди Емі Генніґ в Skydance New Media, яка розробляє новий проєкт у всесвіті «Зоряних війн»; Генніґ раніше працювала над Project Ragtag, іншою скасованою грою «Зоряних війн» від Visceral Games.
Рівень 1313 з'являється в деяких епізодах анімаційного серіалу «Зоряні війни: Війни клонів», а також присутній у коміксі Star Wars Adventures: Return to Vader's Castle.